# ハ (스테가나)
ㇵ는 ハ의 코가키 가타카나이며 아이누어에 사용되는 가나의 하나이다. 앞의 음과 짝을 지어서 1모라를 형성한다. 보통은 일본어에서는 사용되지 않는다.
주로 아이누어의 사할린 지방의 방언으로 사용되며 앞의 음이 あ단으로 뒤에 h의 뒤가 발음되는 경우에 사용된다. 

## ㇵ에 관한 여러 사항
- 아이누어에 대응하는 목적으로 JIS X 0213에 추가된 가나의 하나이다.
- 일본어의 조사를 나타내는 ‘は’를 표시할 경우에 스테가나로 이 글자를 사용하는 경우가 있다.
- 히브리어에서의 신을 나타내는 야훼는 발음을 올바르게 쓰는 목적으로 ヤㇵウェ로 쓰인 적이 있다.

## 같이 보기
- は
- 아이누어